# ベイリー (小惑星)
ベイリー (3115 Baily) は小惑星帯に位置する小惑星である。ローウェル天文台でエドワード・ボーエルが発見した。
イギリスの天文学者、フランシス・ベイリーに因んで命名された。